# Philotes (geslacht)
Philotes is een geslacht van vlinders van de familie van de Lycaenidae, uit de onderfamilie van de Polyommatinae (blauwtjes). De enige soort binnen dit geslacht (Philotes sonorensis) komt voor in Californië (de Verenigde Staten).

## Soorten
- P. sonorensis (Felder & Felder, 1865)

### Status onduidelijk
- P. cytis Lang